# Diocesi di Benepota
La diocesi di Benepota (in latino: Dioecesis Benepotensis) è una sede soppressa e sede titolare della Chiesa cattolica.

## Storia
Benepota, nell'odierna Algeria, è un'antica sede episcopale della provincia romana della Mauritania Cesariense.
Unico vescovo conosciuto di questa diocesi africana è Onorio, il cui nome appare al 44º posto nella lista dei vescovi della Mauritania Cesariense convocati a Cartagine dal re vandalo Unerico nel 484; Onorio, come tutti gli altri vescovi cattolici africani, fu condannato all'esilio.
Dal 1933 Benepota è annoverata tra le sedi vescovili titolari della Chiesa cattolica; dal 15 giugno 2002 il vescovo titolare è Leopoldo Hermes Garin Bruzzone, già vescovo ausiliare di Canelones.

## Cronotassi

### Vescovi residenti
- Onorio † (menzionato nel 484)

### Vescovi titolari
- Francisco Rendeiro, O.P. † (15 luglio 1965 - 12 agosto 1967 succeduto vescovo di Coimbra)
- José Cerviño Cerviño † (4 giugno 1968 - 8 novembre 1976 nominato vescovo di Tui-Vigo)
- Tadeusz Rybak † (28 aprile 1977 - 25 marzo 1992 nominato vescovo di Legnica)
- Leopoldo Hermes Garin Bruzzone, dal 15 giugno 2002